# Куріпка саравацька
Куріпка саравацька (Rhizothera dulitensis) — вид куроподібних птахів родини фазанових (Phasianidae). Ендемік Малайзії. Раніше вважався підвидом довгодзьобої куріпки, однак був визнаний окремим видом.

## Опис
Довжина птаха становить 37 см. У самців верхня частина голови коричнева, решта голови і шия каштанові. Верхня частина тіла коричнювата, надхвістя рудувате. На верхній частині грудей є широка сіра смуга, решта нижньої частини тіла і боки білі. Райдужки карі, дзьоб міцний, довгий, вигнутий донизу, сірий, лапи жовтувато-сірі. Саравацькі куріпки відрізняються від довгодзьобих куріпок відсутніх білих плям на крилах, більш широкою сіою смугою на грудях і тим, що решта нижньої частини тіла у них біла, а не яскраво-рудувато-охриста.

## Поширення і екологія
Саравацькі куріпки мешкають на острові Калімантан. Вперше вони були зафіксовані на горі Дуліт в штаті Саравак, а згодом знайдені також на схилах гір Муруд і Бату-Сонг. У 1895 році Альфред Еверетт знайшов саравацьких куріпок на схилах гори Кінабалу в штаті Сабах, однак пізніше вид не був там знайдений. З 1937 року науковці не спостерігали цих птахів, хоча існують свідчення про спостереження цього виду в горах Крокер. Саравацькі куріпки живуть в незайманих гірських тропічних лісах, що ростуть на вапнякових схилах, на висоті від 900 до 1200 м над рівнем моря. 

## Збереження
МСОП класифікує цей вид як вразливий. За оцінками дослідників, популяція саравацьких куріпок становить від 1000 до 25000 дорослих птахів. Їм загрожує знищення природного середовища.